# American Palladium Eagle
American Palladium Eagle är ett amerikanskt investeringsmynt i palladium och har producerats sedan 2017. Det är en del av "American Eagle Coin Program" och har ett värde på 25$, fast myntets metallvärde övergår detta.